# Fantozzi subisce ancora (romanzo)
Fantozzi subisce ancora è un romanzo del 1983 scritto da Paolo Villaggio e pubblicato a Milano da Rizzoli Editore. È il quinto libro della saga in cui Ugo Fantozzi è protagonista. Sebbene i romanzi precedenti non abbiano avuto una storia ben precisa perché composti da piccoli racconti delle disavventure di Fantozzi, questo romanzo è il primo ad averne una.

## Trama
Fantozzi si trova con i suoi colleghi di stanza Filini, Calboni e la signorina Silvani a dover passare le ultime due ore di lavoro di un venerdì pomeriggio di fine  primavera. Il ragionier Calboni, durante una conversazione, accusa Fantozzi di essere esageratamente geloso, ma lui si giustifica con una risata affermando che ciò non è assolutamente vero, e si addormenta.
Uscito dall'ufficio Fantozzi con la moglie Pina si dirige in un ristorante Da Giggi er pescatore (consigliato da Calboni) per mangiare buon pesce fresco e lì trovano Sergio. Questi è un uomo molto anziano che però si veste ed ha modi di fare ancora di un giovanotto e il suo carattere viene subito preso di mira da Fantozzi che lo considera un perfetto cialtrone. Infatti Sergio per tre giorni terrà Fantozzi e sua moglie chiusi in una squallida barca che lui chiama yacht, facendo oscene avances a Pina e prendendo in giro Fantozzi.
Dopo questa avventura Fantozzi comincerà a capire, sempre attraverso varie persone odiose che incontrerà, di essere davvero diventato geloso. Dopo un tragico viaggio in compagnia del ragionier Filini al campeggio del Pino Solitario, un posto gestito da soli tedeschi, un'imbarazzante gita in treno in compagnia di Mardini e due sacerdoti amanti e una terribilissima umiliazione da parte del nuovo amante di Pina (ossia Franco), Fantozzi si sveglierà capendo che tutto ciò era stato solo un brutto sogno.

## Libri di Fantozzi
- Paolo Villaggio, Fantozzi, Milano, Rizzoli, 1971.
- Paolo Villaggio, Il secondo tragico libro di Fantozzi, Milano, Rizzoli, 1974.
- Paolo Villaggio, Le lettere di Fantozzi, Milano, Rizzoli, 1976.
- Paolo Villaggio, Fantozzi contro tutti (romanzo), Milano, Rizzoli, 1979.
- Paolo Villaggio, Fantozzi subisce ancora (romanzo), Milano, Rizzoli, 1983.
- Paolo Villaggio, Rag. Ugo Fantozzi: caro direttore, ci scrivo... - Lettere del tragico ragioniere, raccolte da Paolo Villaggio, Milano, Mondadori, 1993.
- Paolo Villaggio, Fantozzi saluta e se ne va: le ultime lettere del rag. Ugo Fantozzi, Milano, Mondadori, 1994.